# Euphorbia enterophora
Euphorbia enterophora ist eine Pflanzenart aus der Gattung Wolfsmilch (Euphorbia) in der Familie der Wolfsmilchgewächse (Euphorbiaceae).

## Beschreibung
Die sukkulente Euphorbia enterophora bildet Bäume mit einer breiten Krone und Wuchshöhen von bis zu 20 Meter aus. Die Krone ist stark verzweigt und die abgeflachten Zweige werden 5 bis 22 Zentimeter lang und bis 2 Zentimeter breit. Sie sind gelblich grün gefärbt und an den Spitzen mit weißen Haaren besetzt. Die eiförmigen Blätter werden bis 6,5 Millimeter lang und 4 Millimeter breit. Sie sind 1 Millimeter lang gestielt und fallen bald ab.

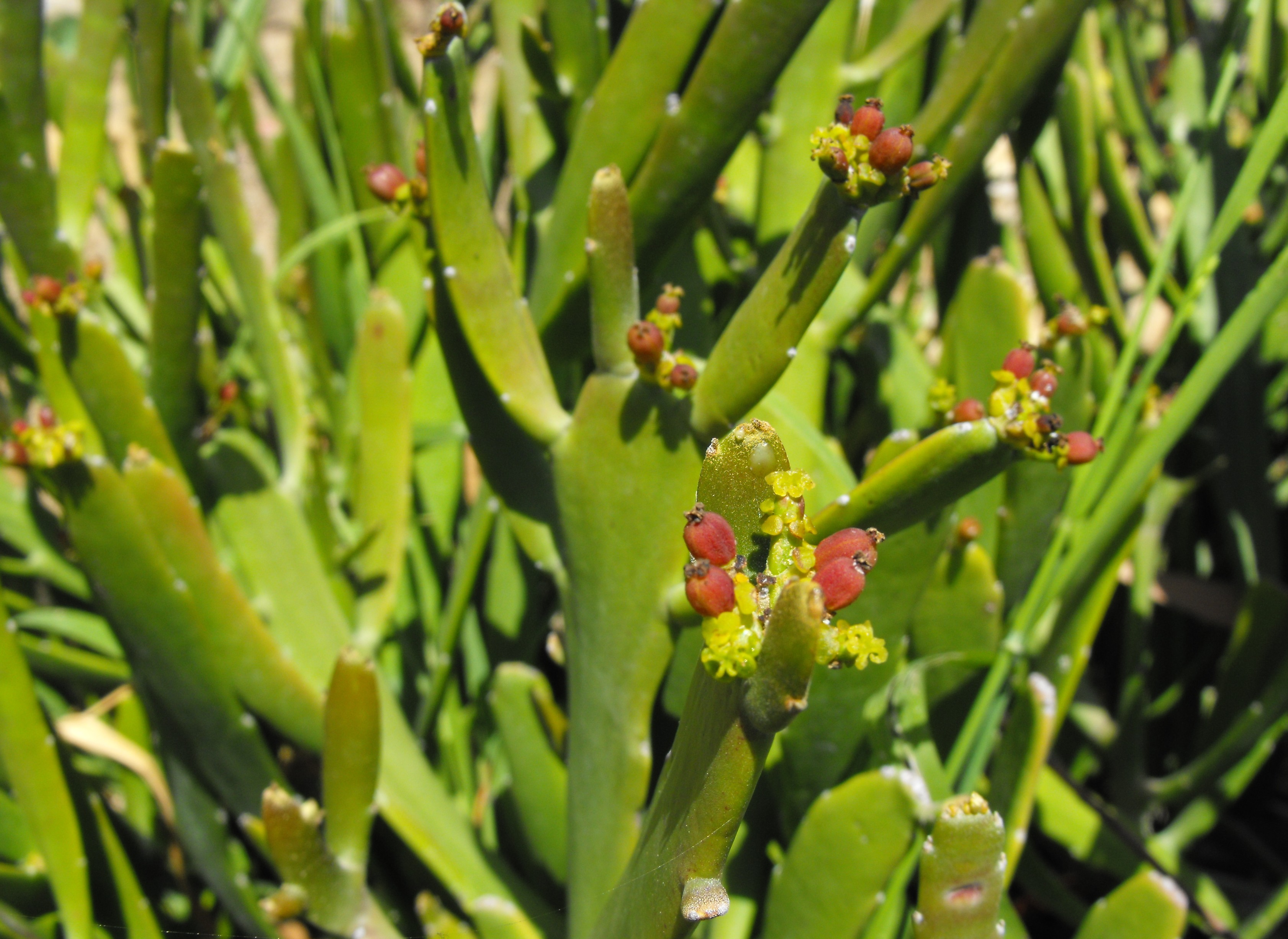
Triebspitzen mit Blüten und Früchten

Die eingeschlechtlichen Cyathien stehen in büschelartigen Cymen an den Triebspitzen und erreichen einen Durchmesser von etwa 4 Millimeter. Sie sind gelblich gefärbt und mit Haaren besetzt. Die sehr kleinen Nektardrüsen sind bräunlich und stehen einzeln. Der kugelförmige und behaarte Fruchtknoten ist nahezu sitzend. Die annähernd kugelförmige Frucht steht an einem 7 Millimeter langen Stiel. Der längliche Samen wird 5 Millimeter lang und 3 Millimeter breit. Er besitzt ein Anhängsel.

## Verbreitung und Systematik
Euphorbia enterophora ist endemisch im Süden und in der Mitte von Madagaskar auf sandigen Böden und Inselbergen verbreitet.
Die Art steht auf der Roten Liste der IUCN und gilt als nicht gefährdet (Least Concern).
Die Erstbeschreibung der Art erfolgte 1899 durch Emmanuel Drake del Castillo. Als Synonym zu dieser Art gilt Tirucallia enterophora (Drake) P.V.Heath (1996).
Es werden folgende Varietäten unterschieden:
- Euphorbia enterophora var. crassa Cremers (1978)
im Unterschied zur Stammart bildet diese Varietät nur Sträucher bis 4 Meter Höhe aus, die Zweige sind dicker und Zweigspitzen, Blätter, Cyathien und Früchte sind mit roten Haaren besetzt
- Euphorbia enterophora var. enterophora